# Bradysia iridipennis
Bradysia iridipennis là một ruồi trong họ Sciaridae, thuộc chi Bradysia. Loài này được Zetterstedt miêu tả khoa học đầu tiên năm 1838.